# Операция Рибос
Операция Рибос (англ. The Ribos Operation) — первая серия шестнадцатого сезона британского научно-фантастического телесериала «Доктор Кто», состоящая из четырех эпизодов, которые были показаны в период со 2 по 23 сентября 1978 года, а также являющаяся первой в общей сюжетной линии сезона, называющейся «Ключ времени».

## Сюжет
Белый Страж предлагает Доктору миссию: собрать шесть спрятанных и замаскированных фрагментов Ключа времени. В помощь ему он назначает повелительницу времени Романадворатрелундар, которую Доктор, несмотря на её протесты, называет Романой, и предупреждает, что Ключ также для осуществления своих злых замыслов ищет Черный Страж. Белый вручает Доктору устройство-локатор фрагментов, которое тот вставляет в консоль ТАРДИС, и та показывает, что фрагмент на планете Сирренис Минима, а затем, что на планете Рибос.
Рибос - ледяная планета с обитателями, похожими на жителей позднего средневековья, не затронутыми инопланетными культурами. Землянин Гэррон пытается продать Рибос жестокому тирану по имени Графф Винда-Кей. Тот впечатляется предполагаемому количеству джетрика, редчайшего и самого ценного минерала в галактике, на планете. Он верит в это, когда видит большой кусок джетрика рядом с короной Рибоса и драгоценностями. На самом деле, джетрик туда был подложен помощником Гэррона Анстоффом, играющим местного "честного малого", который рассказывает о потерянной шахте джетрика. Локатор Доктора показывает на тот же кусок, который оказывается первым фрагментом Ключа.
Графф отдает огромную сумму денег в качестве депозита за планету, которую кладут в комнату с королевскими драгоценностями, за которыми днем следят стражи Рибоса, а ночью - зверь шривензал. Ночью Анстофф усыпляет зверя и забирает джетрик и деньги. Но Графф узнает об обмане, обнаружив жучка в своей комнате и берет в плен Гэррона с его "сообщниками" Доктором и Романой. Анстоффа прячет у себя Бинро, бездомный, который верит, что Рибос - планета, вращающаяся вокруг звезды, и что есть и другие звезды и планеты во вселенной, что землянин Анстофф подтверждает. Стражники Рибоса вызывают Искательницу, которая обнаруживает Анстоффа. С помощью жучка из комнаты Граффа, Гэррон предупреждает Анстоффа, и благодарный Бинро отводит того в катакомбы под городом, где местные хоронят мертвецов.
Графф и его люди входят в катакомбы без стражников Рибоса, боящихся этого места. Доктор, Романа и Гэррон с помощью K-9 добираются до катакомб, но стражники Рибоса заваливают вход, придавив людей Граффа. Тот, получив деньги и джетрик, из-за предсказания Искательницы о единственном выжившем из катакомб, пытается взорвать последнего стражника, но им оказывается Доктор, который меняет взрывчатку на джетрик, и Графф, с сумасшедшими воплями убежав в лабиринт, взрывается.
Выбравшись из катакомб, Доктор, Романа и K-9 улетают на ТАРДИС. Гэррон и Анстофф получают корабль Граффа, а Доктор и Романа превращают джетрик в первую часть Ключа времени.

## Трансляции и отзывы
| Эпизод            | Дата показа      | Продолжительность | Телезрители (в миллионах) |
| ----------------- | ---------------- | ----------------- | ------------------------- |
| «Часть 1»         | 2 сентября 1978  | 25:02             | 8,3                       |
| «Часть 2»         | 9 сентября 1978  | 24:46             | 8,1                       |
| «Часть 3»         | 16 сентября 1978 | 24:42             | 7,9                       |
| «Часть 4»         | 23 сентября 1978 | 24:50             | 8,2                       |
| [ 1 ] [ 2 ] [ 3 ] |                  |                   |                           |